# Dota Auto Chess
Dota Auto Chess es un mod para el videojuego Dota 2 perteneciente al género auto battler. Desarrollado por Drodo Studio y lanzado en enero del año 2019, el videojuego admite hasta ocho jugadores que juegan una versión modificada del ajedrez, con personajes y elementos del videojuego de Dota 2. La popularidad del modo, con más de ocho millones de jugadores en mayo de 2019, llevó al reconocimiento del género "autobattler", con una serie de videojuegos basados en él. Drodo Studio desarrolló una versión independiente conocida simplemente como Auto Chess, mientras que Valve Corporation, el desarrollador de Dota 2, desarrolló su propia versión independiente conocida como Dota Underlords.

## Jugabilidad
El videojuego presenta elementos derivados del ajedrez, junto con los de Dota 2. Con un videojuego de hasta ocho jugadores, el videojuego les asigna ocho tableros de ajedrez diferentes. Los jugadores seleccionan de un grupo público de más de cincuenta piezas de ajedrez antes de cada ronda, que colocan alrededor del tablero. Cada pieza de ajedrez pertenece a una raza y clase en particular, con habilidades individualizadas. Al inicio de cada ronda, las piezas de los lados opuestos luchan automáticamente. Algunas rondas presentan jugadores que luchan contra "creeps" que no son jugadores, en lugar de unos contra otros. Los jugadores pueden adquirir objetos después de matar a los creeps y pueden dar estos objetos a sus piezas de ajedrez. Cada elemento tiene efectos únicos y algunos se pueden combinar para formar versiones más fuertes. Cada jugador controla un personaje llamado mensajero, que rastrea la salud, el oro y la barra de experiencia cero del jugador. La experiencia del mensajero determina la cantidad de piezas de ajedrez disponibles en el tablero. Después del final de cada ronda, el nivel de experiencia del mensajero aumentará en uno, hasta llegar a diez. A través del combate, los jugadores acumulan oro, que pueden usar para comprar nuevas piezas antes de cada ronda, para fortalecer sus combinaciones para ganar. Por cada ronda perdida, la salud del mensajero disminuye, y su muerte significa la derrota del jugador asociado. El videojuego termina cuando solo un jugador permanece.
Dota Auto Chess tiene su propio sistema de clasificación. Después del final de un videojuego, el rango de jugadores que pierden el videojuego temprano disminuirá, y el rango de jugadores que pierden tarde y el vencedor aumentará. Hay cinco rangos en el videojuego, incluyendo Queen, King, Rook, Bishop, Knight and Pawn, mientras que Queen es el rango más alto y Pawn es el rango básico. Hay de uno a nueve pasos en las filas de Peón, Caballero, Obispo y Torre. Una vez que los jugadores alcancen el paso más alto, su rango aumentará. El rango de Rey solo tiene un paso. Cuando los jugadores alcanzan el rango de Reina, el ranking digital global de números está disponible para los diez mil primeros. A finales de abril de 2019, el desarrollador agregó un sistema de temporada. Después del final de la temporada, los jugadores de rango más alto obtienen mejores recompensas y el rango se restablecerá.
Todos los jugadores tienen un mensajero básico al principio. Después de cada videojuego, los jugadores en el rango superior reciben caramelos. Cada jugador no puede lograr más de diez caramelos por día. Los jugadores con Pase Personalizado pueden lograr cinco dulces más por día. Los jugadores pueden gastar 40 caramelos para enviar un nuevo correo o gastar cientos de caramelos para agregar un efecto cosmético a sus mensajeros. Los mensajeros tienen diferentes rarezas. Los mensajeros raros son generalmente más grandes y más atractivos que los normales. Algunos mensajeros pueden combinarse para formar nuevos mensajeros que no se pueden comprar directamente. Además de ganar caramelos en el videojuego, los jugadores pueden pagar por ellos. En enero de 2019, los jugadores podían escanear códigos QR en el videojuego para pagar los dulces de una tienda de terceros. Drodo Studio posteriormente deshabilitó los códigos de dulces (tal vez debido a problemas legales), pero los caramelos todavía están disponibles a través de terceros vendedores fuera del videojuego.

## Desarrollo
Cuando se le preguntó acerca de la inspiración de Dota Auto Chess, poco después del lanzamiento del modo de juego, Drodo Studio declaró que se inspiraron en el videojuego de fichas chino Mahjong como referencia. El objetivo del Mahjong, generalmente jugado por cuatro personas, es explicar una combinación particular de cartas a través de una serie de reglas de reemplazo y compensación mientras evita que los oponentes logren sus propias combinaciones. El videojuego se centra en la técnica, la estrategia y el cálculo, pero también se basa en la suerte. Mientras se inspiraba en Mahjong, Dota Auto Chess hizo cambios para adaptarse al videojuego orientado a la batalla.
Dota Auto Chess fue lanzado por Drodo Studio al Steam Marketplace el 4 de enero de 2019. Desde su lanzamiento, Drodo Studio ha actualizado el videojuego con ajustes de equilibrio del videojuego, correcciones de errores y nuevas actualizaciones de contenido. Las actualizaciones de contenido incluyen agregar y eliminar piezas, así como agregar nuevas carreras al videojuego. Con el aumento viral de la popularidad del modo, Valve Corporation, el desarrollador de Dota 2, llevó a Drodo Studio a su sede para discutir cómo reclutarlos para desarrollar una versión independiente de Dota Auto Chess. Valve y Drodo Studio concluyeron que no podían trabajar juntos directamente, aunque acordaron que construirían adaptaciones independientes del videojuego y se apoyarían mutuamente. El 1 de junio de 2019, Valve Corporation actualizó un "Auto Chess Pass" pagado mensualmente en la tienda Dota 2, y una parte de los ingresos se destinó a Drodo Studio.

## Recepción
El videojuego alcanzó su hito de cuatro millones suscritos el 16 de febrero de 2019, 5 millones de hito el 27 de febrero de 2019 y 6 millones de hito el 12 de marzo de 2019. Para mayo de 2019, más de 8.5 millones de personas se suscribieron al videojuego, con más de 300,000 jugadores concurrentes diariamente. Del 27 de febrero al 3 de marzo de 2019, Drodo Studio e Imba TV organizaron el primer año del torneo de Dota Auto Chess.
Varias publicaciones elogiaron a Dota Auto Chess por su accesibilidad a las reglas de videojuego creativas. VPEsports notó que Dota Auto Chess se siente como un videojuego muy estratégico: "Es un videojuego de estrategia, con la sensación de un videojuego por turnos, tiene los ingredientes clave de los videojuegos de cartas y requiere que el jugador planifique por adelantado y sea bastante bueno con APM." Game Informer elogió que "no es ajedrez, y no es Dota, pero es un gran videojuego para hacer cola y jugar con amigos o en solitario". "Se necesitan algunos videojuegos para comenzar a entender cómo funciona todo, pero tiene algunos enganches de estrategia muy divertidos debajo de todo". PCGamesN llamó a Dota Auto Chess "el videojuego personalizado Dota de terceros más exitoso de la historia". Dota Auto Chess a menudo se compara favorablemente con el videojuego de cartas coleccionables digitales de Valve, Artifact, con una serie de publicaciones que afirman que a pesar de los dos títulos que se lanzan muy cerca, Dota Auto Chess ha demostrado ser el videojuego más duradero.
Varias publicaciones señalaron que todavía había espacio para mejorar el videojuego. Vpesports notó que algunos errores en los videojuegos necesitaban ser arreglados. VentureBeat probó el móvil Drodo Auto Chess y observó que los jugadores que no habían jugado Dota Auto Chess en la PC podrían sentirse confundidos al descubrir la información de la unidad en el campo diciendo que "el Auto Chess móvil de Drodo es una forma significativamente mejor de jugar el gran mod original si ya conoce y comprende el videojuego original, y para eso, debería ser un éxito. Pero se siente como una versión de Auto Chess quizás a una escala más pequeña, una diseñada alrededor de la pantalla pequeña tanto visualmente como videojuego, podría ser el de conquistar el mundo como lo han hecho los mods anteriores ".
La popularidad de Dota Auto Chess inspiró rápidamente la creación de una gran cantidad de videojuegos inspirados en el mod, en lo que se ha denominado el subgénero "autobattler". En China, hay ocho compañías registradas que registraron la marca "Auto Chess" solo en enero de 2019. Después de no lograr un acuerdo con Valve, Drodo Studio se asoció con la productora china Imba TV y Long Mobile para desarrollar una versión móvil independiente del videojuego llamada "Auto Chess". Anunciado el 15 de marzo de 2019, Auto Chess eliminó elementos Dota de la propiedad y presenta su propia configuración por separado. Con el soporte técnico directo de Valve, los jugadores de Dota Auto Chess son capaces de migrar cuentas a la versión móvil para recibir recompensas. El 18 de abril de 2019, la versión beta móvil ilimitada de Auto Chess se lanzó por primera vez en Android y el 22 de mayo de 2019, la versión beta de iOS estaba disponible. El 30 de mayo de 2019, Drodo Studio movió la aplicación a una versión en vivo. Drodo Studio declaró que además del desarrollo de Auto Chess, continuarían actualizando Dota Auto Chess. Drodo Studio declaró que una compañía de producción china los apoyaría en la construcción de torneos de deportes y los torneos de deportes se realizarían tanto en Auto Chess en el móvil como en Dota Auto Chess en la PC. El 10 de junio de 2019, Drodo Studio anunció que Auto Chess se estaba desarrollando para PC y se lanzaría como un título exclusivo de Epic Games Store. En junio de 2019, el desarrollador de videojuegos Riot Games anunció que League of Legends más adelante ese mes presentaría un nuevo modo de videojuego inspirado en Dota Auto Chess, conocido como Teamfight Tactics.